# Central (Karolina Południowa)
Central – miasto w Stanach Zjednoczonych, w stanie Karolina Południowa, w hrabstwie Pickens.